# Франк Уилямс
 Тази статия е за британския бизнесмен.  За американския кинооператор вижте Франк Уилямс (оператор).  
Сър Франсис Оуен Уилямс (на английски: Sir Francis Owen Garbatt Williams) е английски бизнесмен, създател е на един от най-успешните отбори във Формула 1 – Уилямс.
Остава инвалид след катастрофа през 1986 г. Въпреки всичко умело ръководи своя тим, като най-успешния период е през средата на 90-те години. Воден от философията, че не е важно да имаш най-добрия пилот, а най-добрата кола, Уилямс създава коли, с които през средата на 90-те години печелят пилоти като Найджъл Менсъл, Ален Прост, Деймън Хил и Жак Вилньов. Често засенчва своите пилоти, като от горепосочените пилоти единствено Вилньов се задържа в отбора след като печели титлата през 1997 г. От 1999 г. носи титлата „сър“.
Съден за инцидента на Имола през 1994 г., където загива една от най-големите звезди на формула 1 – Айртон Сена, след няколко години бива оправдан.
Синът му – Джонатан ръководи тима от GP2 сериите iSport.